# منتخب قرغيزستان لهوكي الجليد للرجال
منتخب قيرغيزستان الوطني لهوكي الجليد للرجال (بالروسية: Сборная Киргизии по хоккею с шайбой)‏ هو ممثل قيرغيزستان الرسمي في المنافسات الدولية في هوكي الجليد .